# Windlesham
Windlesham är en ort och civil parish i Storbritannien.   Den ligger i grevskapet Surrey och riksdelen England, i den södra delen av landet, 40 km väster om huvudstaden London. Windlesham ligger 54 meter över havet och antalet invånare är 4 194.
Terrängen runt Windlesham är platt, och sluttar österut. Runt Windlesham är det tätbefolkat, med 849 invånare per kvadratkilometer. Närmaste större samhälle är Slough, 16,5 km norr om Windlesham. I omgivningarna runt Windlesham växer i huvudsak blandskog.